# Rhithrogena binervis
Rhithrogena binervis is een haft uit de familie Heptageniidae. De wetenschappelijke naam van de soort is voor het eerst geldig gepubliceerd in 1987 door Kluge.
De soort komt voor in het Palearctisch gebied.